# Domenico Monegario
Domenico Monegario var den sjätte dogen av Venedig och regerade 756-764. Han valdes med stöd av den lombardiske kungen Desiderius, men blev tvungen att tillsätta en tribun på två personer som skulle begränsa dogens makt. Domenico kände sig förolämpad över detta, och avlägsnades från tronen efter åtta år.
Det var under Monegarios tid som doge venetianerna utvecklades från fiskare till ett handelsfolk. Skeppsbyggandet tog fart på allvar och skeppen blev snabbare och effektivare. Städerna fick också den utformning och den stil man oftast förknippar med Venedig, och den stilen bestod över det följande millenniet.